# Бурный (миноносец)
«Бурный» — эскадренный миноносец типа «Буйный», погибший в Русско-японской войне.

## Строительство
В 1901 году зачислен в списки судов Балтийского флота, в июне заложен на судоверфи Невского судостроительного и механического завода в Санкт-Петербурге, спущен на воду 29 сентября 1901 года, вступил в строй 31 июля 1902 года.

## Служба
16 октября 1902 года совместно с миноносцем «Бойкий» отправился из Кронштадта в Порт-Артур. В Балтийском море корабли попали в сильный шторм, во время которого «Бурный» получил повреждения, после чего направился в Либаву для их исправления. В начале ноября миноносцы пришли в Киль, застав там следовавший на Дальний Восток отряд кораблей под начальством контр-адмирала Э. А. Штакельберга. У Шербура корабли разделились, а 25 ноября «Бурный» попал в сильнейший шторм и был спасён от гибели пароходом «Glaucus».
В начале декабря миноносец присоединился к отряду контр-адмирала Э. А. Штакельберга, который выделил для их сопровождения крейсер «Богатырь». В Порт-Артур корабли прибыли 14 мая 1903 года и «Бурный» был сразу поставлен на длительный ремонт.
Начало Русско-японской войны миноносец встретил в ремонте. В апреле 1904 года «Бурный» был перечислен из Первого отряда миноносцев во Второй. 12 мая все работы приостановили и «Бурный» направили сопровождать канонерскую лодку «Бобр» в Дальний для обстрела неприятельских позиций, причём командир миноносца имел распоряжение уничтожить корабль при невозможности прорваться обратно в порт. Через некоторое время корабли беспрепятственно вернулись в гавань.
В июне «Бурный» принял активное участие в боевых действиях, занимаясь тралением и минными постановками. 14 июля миноносец совместно с «Выносливым» участвовал в бою с двумя японскими «истребителями» и нанёс повреждения одному из них.
Во время боя в Жёлтом море 28 июля «Бурный» сумел прорвать блокаду и уйти от преследовавших японских кораблей. На следующий день миноносец выскочил на камни в районе Шантунгского маяка и, ввиду невозможности снятия с мели, был взорван экипажем. Команда корабля была интернирована китайскими властями.

## Известные командиры
- капитан 2-го ранга Погорельский, Евсей Михайлович (командовал миноносцем в 1902 — 1904 годах)
- капитан 2-го ранга Подъяпольский Игорь Игоревич 8 — 18 марта 1904 года.
- Азарьев Николай Николаевич 18 марта — 3 апреля 1904 года.
- лейтенант Тырков, Николай Дмитриевич 3 апреля — 29 июля 1904 года.